# Verbicaro
Verbicaro är en ort och kommun i provinsen Cosenza i regionen Kalabrien i Italien. Kommunen hade 2 882 invånare (2018).